# Graniczna Placówka Kontrolna Straży Granicznej w Katowicach-Pyrzowicach
Graniczna Placówka Kontrolna Straży Granicznej w Katowicach-Pyrzowicach – zlikwidowana graniczna jednostka organizacyjna Straży Granicznej wykonująca kontrolę graniczną osób, towarów i statków powietrznych oraz kontrolę bezpieczeństwa w komunikacji lotniczej na terenie Międzynarodowego Portu Lotniczego Katowice w Pyrzowicach.

## Formowanie i zmiany organizacyjne
Graniczna Placówka Kontrolna Straży Granicznej w Katowicach-Pyrzowicach (GPK SG w Katowicach-Pyrzowicach), z siedzibą w miejscowości Pyrzowice, została utworzona 1 maja 1994 roku, kiedy to pyrzowickie lotnisko uzyskało status międzynarodowego portu lotniczego. Weszła w podporządkowanie Śląskiego Oddziału Straży Granicznej, w Raciborzu, której funkcjonariusze wykonywali kontrolę graniczną w lotniczym przejściu granicznym Katowice-Pyrzowice .
Jako Graniczna Placówka Kontrolna Straży Granicznej w Katowicach-Pyrzowicach funkcjonowała do 23 sierpnia 2005 roku i 24 sierpnia 2005 roku została przekształcona na Placówkę Straży Granicznej w Katowicach-Pyrzowicach (PSG w Katowicach-Pyrzowicach).

## Komendanci granicznej placówki kontrolnej
- kpt. SG Adam Błyskal (od 01.05.1994)
- mjr/ppłk SG Sławomir Czajkowski
- mjr SG Dariusz Rogala.